# Klitorisplastik

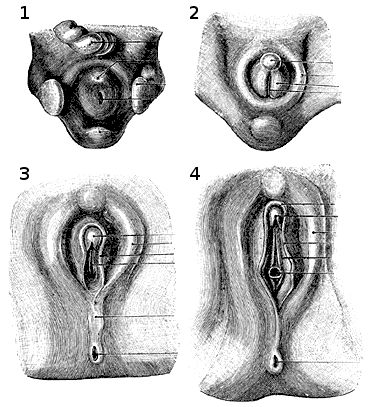
Normale Entwicklung der Klitoris

Anatomie der Klitoris

Klitorisplastik (engl. Clitoroplasty) ist ein chirurgisches Verfahren, mit dem eine normale Form der Klitoris hergestellt werden soll, ohne ihre sexuelle Funktion zu beeinträchtigen. Sie wird bei kindlichen intersexuellen Entwicklungsstörungen wie Pseudohermaphroditismus oder Klitoromegalie angewendet, falls erforderlich gemeinsam mit Korrekturen der Schamlippen, um eine adäquate Vulva zu formen. 
Vereinfacht ausgedrückt wird der Penis verkleinert und umgeformt, Gewebe der Glans und evtl. der Schwellkörper in die Position der normalen Klitoris verlagert. Für die spätere Funktion ist es wesentlich, dass die Nervenversorgung (sog. dorsales neurovaskuläres Bündel) nicht verletzt wird. Die veröffentlichten Erfolgsraten sind unterschiedlich, da weder die Operationstechnik noch die Methoden zur Kontrolle der intakten Sexualfunktion bisher standardisiert sind. Auch sind die Kenntnisse der neurophysiologischen Vorgänge der weiblichen Sexualität noch unzureichend. Eine möglichst frühzeitige Operation in den ersten beiden Lebensjahren scheint im Ergebnis günstiger zu sein, da sich nach dieser Zeit die sexuelle Identität entwickelt. Operationen bei erwachsenen Patientinnen sind jedoch auch möglich. Bei erworbenen (hormonbedingten) Entwicklungsstörungen muss auch die Ursache korrigiert werden.
Nach der seit den 1970er Jahren verbreiteten Methode von Fowler werden zunächst die Corpora cavernosa abgebunden und von der Vorderseite her operativ verkleinert. So werden die hinten liegenden Nerven geschont. Auch die Eichel wird verkleinert und kegelförmig umgeformt. Die Klitoris wird nun haarnadelartig mit den Wundflächen aufeinander gefaltet und so durch Nähte fixiert, dass die Glans oberflächlich zur Gabelung der Crura zu liegen kommt. Sie soll in Form und Größe einer normalen Klitoris entsprechen und bei Anschwellung durch sexuelle Erregung nicht sichtbar werden. Aus der überschüssigen Penishaut können, falls erforderlich, kleine Schamlippen geformt werden.
Postoperative Gefahren sind Blutungen, Nekrosen im Operationsgebiet und Strikturen (Verengungen) der Harnröhre. Später kann die veränderte Klitoris bei sexueller Erregung schmerzen. Mögliche unerwünschte, langfristige Wirkung ist eine Gefühlsstörung (Taubheit) der Klitorisoberfläche mit Störung der Orgasmusfähigkeit.
In Einzelfällen wurde die Klitorisplastik auch bei Frauen eingesetzt, die unter Genitalverstümmelung leiden.